# Emil Paulin
Emil Paulin (31. května 1896, Karlín – 8. června 1969) byl český fotbalista, záložník, československý reprezentant. Za československou reprezentaci odehrál 1.7.1923 přátelský zápas s Rumunskem v Kluži, který skončil výhrou 6-0. Měl vynikající kopací techniku, většinu svých branek vstřelil z přímých kopů. Jeho bratr byl Jan Paulin.

## Ligová bilance
| Ročník                        | Zápasy | Góly | Klub             |
| ----------------------------- | ------ | ---- | ---------------- |
| Asociační liga 1925           | 8      | 0    | SK Čechie Karlín |
| Středočeská 1. liga 1925/1926 | 19     | 8    | SK Čechie Karlín |
| Středočeská 1. liga 1927/1928 | 6      | 0    | SK Čechie Karlín |
| Středočeská 1. liga 1928/1929 | 7      | 3    | SK Libeň         |
| CELKEM 1. liga                | 40     | 11   |                  |